# Roger Liebi

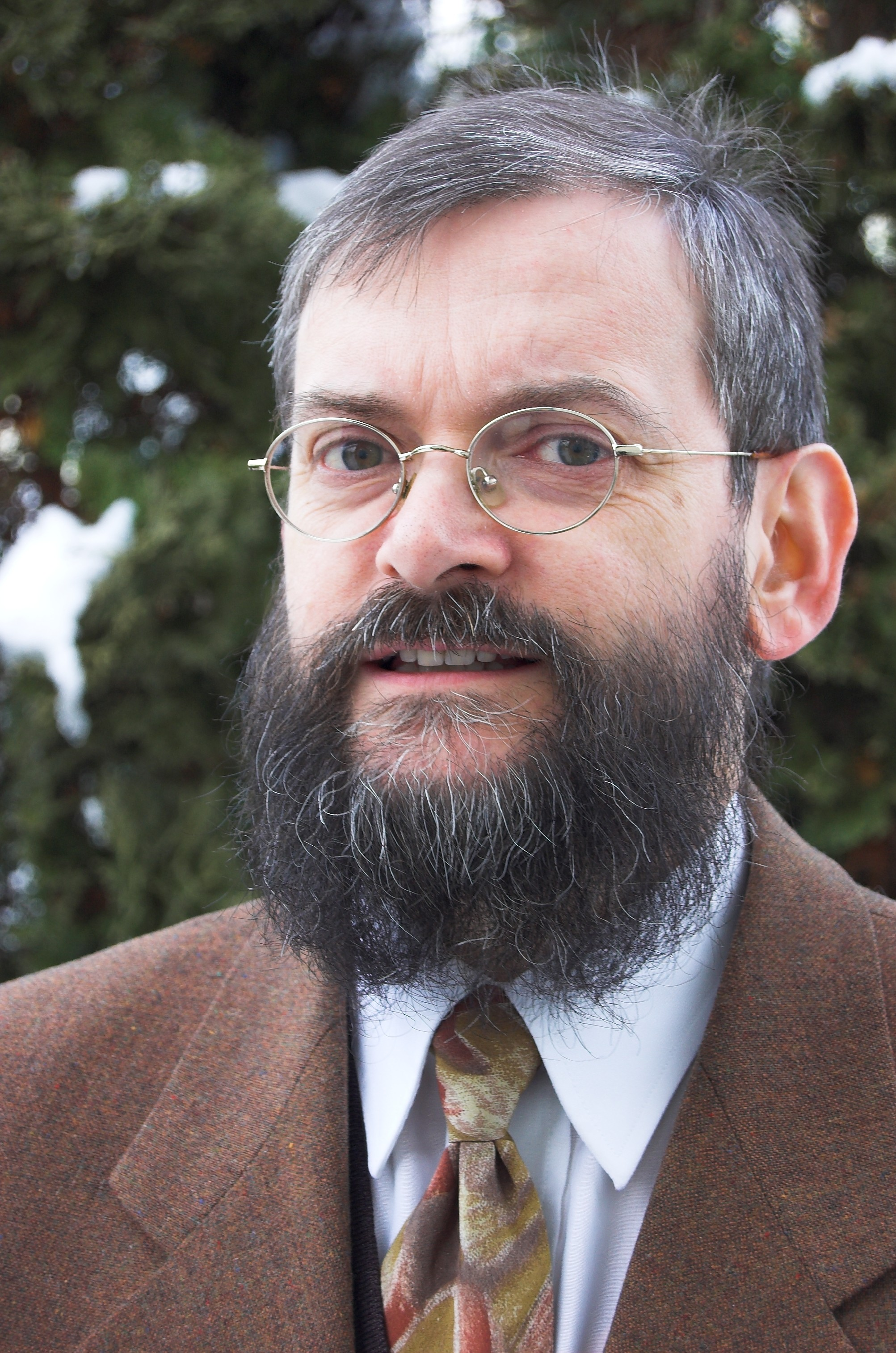
Roger Liebi (2007)

Roger Liebi (* 4. September 1958) ist ein Theologe, evangelikaler Bibelübersetzer und Exeget.

## Leben
Liebi studierte Musik (Violine und Klavier) am Konservatorium und der Musikhochschule Zürich. Es folgten Studien der Sprachen der biblischen Welt (Griechisch, klassisches und modernes Hebräisch, Aramäisch, Akkadisch) sowie der Theologie. Den Bachelor of Theology erwarb er an der STH Basel. Das Master-Studium absolvierte er am Martin Bucer Seminar in Bonn. Er erwarb mit einer Arbeit über den Zweiten Tempel in Jerusalem einen Doctor of Theology in den Fachbereichen Judaistik und Archäologie des Neuen Testaments am Whitefield Theological Seminary (WTS) in Florida. Diese Hochschule ist ein "affiliated member" der ARTS (Association of Reformed Theological Seminaries).
Liebi arbeitete unter anderem an der Dritten Revision der Schlachter-Bibel mit. An der STH Basel lehrte er von 2004 bis 2011 als Gastdozent Archäologie Israels und des Nahen Ostens. Daneben hält er Vorträge und veröffentlicht Schriften zu einem breiten Spektrum an Themen. In seiner apologetischen Arbeit geht er von der Unfehlbarkeit der Bibel aus und vertritt einen Junge-Erde-Kreationismus.

## Publikationen
- Erfüllte Prophetie. Messianische Prophetie – ihre Erfüllung und historische Echtheit. Schwengeler, Berneck 1983. – 4. Auflage unter dem Titel: Der verheissene Erlöser. Messianische Prophetie – ihre Erfüllung und historische Echtheit. Beröa, Zürich 1994. – Veränderte Neuauflage: Christliche Literatur-Verbreitung, Bielefeld 2007 (online; PDF; 452 kB).
- Weltgeschichte im Visier des Propheten Daniel. Schwengeler, Berneck 1986. – 8., überarbeitete Auflage: Christliche Literatur-Verbreitung, Bielefeld 2009 (online; PDF; 3,8 MB).
- Einführung in die vier Evangelien. Beröa, Zürich 1990.
- Wolfgang Amadeus Mozart. Zwischen Ideal und Abgrund. Schwengeler, Berneck 1991.
- Ist die Bibel glaubwürdig? Die Bibel – ihre Autorität und Zuverlässigkeit. Beröa, Zürich 1992.
- Israel und das Schicksal des Irak. Unruheherd Nahost im Licht der Bibel. Schwengeler, Berneck 1993.
- Das neue Europa – Hoffnung oder Illusion? Schwengeler, Berneck 1994.
- Jerusalem – Hindernis für den Weltfrieden? Das Drama des jüdischen Tempels. Schwengeler, Berneck 1994. – 6., überarbeitete Auflage: Christliche Literatur-Verbreitung, Bielefeld 2014 (online; PDF; 15,1 MB).
- (mit Joel Prohin:) Livre des Proverbes (= Sondez les Ecritures, 5). Bibles et Publications Chrétiennes, Valence 1995.– Deutsche Übersetzung: Das Buch der Sprüche. CMV Hagedorn, Düsseldorf 2017.
- (mit Joel Prohin:) Le prophète Ezéchiel (= Sondez les Ecritures, 9). Bibles et Publications Chrétiennes, Valence 1995. – Deutsche Übersetzung: Hesekiel. CLKV, Pfäffikon / CMV Hagedorn, Düsseldorf 2011.
- Der Messias im Tempel. Die Symbolik des Zweiten Tempels im Licht des Neuen Testaments. Christliche Literatur-Verbreitung, Bielefeld / Schwengeler, Berneck 2003 (online; PDF; 15,8 MB).
- Herkunft und Entwicklung der Sprachen. Linguistik contra Evolution. Hänssler, Holzgerlingen 2003. – 4., revidierte Auflage: Christliche Literatur-Verbreitung, Bielefeld 2018 (online; PDF; 4,6 MB).
- Sprachenreden oder Zungenreden? Christliche Literatur-Verbreitung, Bielefeld 2006 (online; PDF; 1,1 MB).
- Leben wir wirklich in der Endzeit? Mehr als 175 erfüllte Prophezeiungen. Mitternachtsruf, Dübendorf 2012.
- Die Bibel – absolut glaubwürdig! Christliche Literatur-Verbreitung, Bielefeld 2017 (online; PDF; 20,9 MB).
- Und Er kam nach Jerusalem. Die Passionswoche des Herrn Jesus Christus von ihrem jüdischen Hintergrund her neu betrachtet. Edition Nehemia, Steffisburg 2020 (online; Leseprobe).
- Führen alle Religionen an dasselbe Ziel? Edition Nehemia, Steffisburg 2021 (online; Leseprobe).